# 陈季敏
陈季敏（？—），女，汉族，中华人民共和国政治人物。现任中国航天基金会副秘书长，天津市政协常委，中华全国工商业联合会执委，中华海外联谊会理事。第十四届全国政协委员。1994年度澳門小姐競選冠軍、最上鏡小姐。